# Carlos Betancur
Carlos Alberto Betancur Gómez (* 13. Oktober 1989 in Ciudad Bolívar) ist ein ehemaliger kolumbianischer Radrennfahrer.

## Karriere
Carlos Betancur wurde 2007 kolumbianischer Vizemeister im Straßenrennen der Juniorenklasse. In der Saison 2009 gewann er die Gesamtwertung und eine Etappe der U23-Austragung der Vuelta a Colombia. Bei den Straßen-Radweltmeisterschaften in Mendrisio gewann er im Straßenrennen der U23-Klasse die Silbermedaille hinter dem Franzosen Romain Sicard. 2010 konnte er zwei Etappen und die Gesamtwertung des Giro Ciclistico d’Italia für sich entscheiden, die Nachwuchsaustragung des Giro d’Italia.
Im Jahr 2011 schloss er sich dem italienischen Professional Continental Team Acqua & Sapone und gewann mit dem Giro dell’Emilia sein erstes Rennen der höchsten UCI-Kategorie des europäischen Kalenders. 2012 gewann er je eine Etappe der Belgien-Rundfahrt und des Giro di Padania sowie die Trofeo Melinda.
Im Jahr 2013 wechselte Betancur zum französischen ProTeam Ag2r La Mondiale. Hier gelangen ihm die ersten Achtungserfolge in der UCI WorldTour. Bei der Baskenlandrundfahrt wurde er Gesamt-Siebter, ehe ihm beim zweiten Ardennenklassiker, der Flèche Wallonne, ein dritter Platz gelang, nachdem er am Schlussanstieg der Mauer von Huy bis hundert Meter vor dem Ziel noch in Führung gelegen hatte, letztlich aber noch vom späteren Sieger Daniel Moreno und Sergio Henao überholt wurde. Einige Tage später wurde er Lüttich–Bastogne–Lüttich in Ans Vierter hinter dem Sieger Daniel Martin, Joaquim Rodríguez und Alejandro Valverde. Beim Giro d’Italia wurde er Fünfter des Gesamtklassements und gewann das Weiße Trikot des besten Nachwuchsfahrers.
In der Saison 2014 gewann Betancur zwei Etappen und die Gesamtwertung des Etappenrennens Paris–Nizza und damit sein erstes World-Tour-Rennen. In der Folge überwarf er sich jedoch mit der Leitung seines Teams und kehrte im Juni nicht wie vereinbart von einem im April angetretenen Kolumbienaufenthalt zurück. Er erklärte, die Tour de Suisse nicht fahren zu wollen, da er müde sei und wurde daraufhin von seinem Team nicht für die Tour de France 2014 aufgestellt. Im August einigten sich Betancur und die Teamleitung auf eine Vertragsauflösung zum Jahresende, er blieb aber auch 2015 bei dieser Mannschaft. Er bestritt für das Team anschließend die Vuelta a España 2014, belegte aber lediglich Rang 158. Nach einer erfolglosen Saison 2015 wurde der Vertrag Ende August in beiderseitigem Einvernehmen aufgelöst. In der Folgesaison unterschrieb Betancur einen Vertrag bei der spanischen Movistar-Mannschaft.
2016 gewann Betancur jeweils eine Etappe der Vuelta a Castilla y León und der Vuelta a Asturias. 2017 belegte er in der Gesamtwertung der Tour de France Rang 18 und entschied den Hammer Climb des Rennens Hammer Sportzone Limburg für sich. 2018 wurde er 15. des Giro d’Italia. Im Jahr 2019 gewann er die Klasika Primavera.
In der durch die COVID-19-Pandemie geprägten Saison 2020 verpasste Betancourt einen Sonderflug von Kolumbien nach Europa, der ihm wie 185 anderen Spitzensportlern erlaubt hätte, trotz Ausreiseverbot an den europäischen Rennen teilzunehmen. Hierauf wurde der Vertrag mit Movistar aufgelöst. Im Dezember 2020 wurde bekannt gegeben, dass sich Betancur 2021 dem kolumbianischen UCI Continental Team Colombia Tierra de Atletas-GW Bicicletas anschließen werde, er wurde jedoch 2021 bei keinem UCI-Team registriert und bestritt keine Renen des UCI-Kalenders.

## Erfolge
2009
- Weltmeisterschaften – Straßenrennen (U23)

2010
- Gesamtwertung und zwei Etappen Giro Ciclistico d’Italia
- Mannschaftszeitfahren Vuelta a Colombia

2011
- Giro dell’Emilia

2012
- eine Etappe Belgien-Rundfahrt
- Trofeo Melinda
- eine Etappe Giro di Padania

2013
- Nachwuchswertung Giro d’Italia

2014
- Gesamtwertung und eine Etappe Tour du Haut-Var
- Gesamtwertung und zwei Etappen Paris–Nizza

2016
- eine Etappe Vuelta a Castilla y León
- eine Etappe Vuelta a Asturias

2017
- Hammer Climb Hammer Sportzone Limburg

2019
- Klasika Primavera

## Grand-Tours-Platzierungen
| Grand Tour            | 2011 | 2012 | 2013 | 2014 | 2015 | 2016 | 2017 | 2018 | 2019 | 2020 |
| --------------------- | ---- | ---- | ---- | ---- | ---- | ---- | ---- | ---- | ---- | ---- |
| Giro d’ItaliaGiro     | 59   | –    | 5    | –    | 20   | DNF  | –    | 15   | –    | –    |
| Tour de FranceTour    | –    | –    | –    | –    | –    | –    | 18   | –    | –    | –    |
| Vuelta a EspañaVuelta | –    | –    | 126  | 158  | –    | –    | DNF  | –    | –    | –    |